# Liste der Monuments historiques in Couvonges
Die Liste der Monuments historiques in Couvonges führt die Monuments historiques in der französischen Gemeinde Couvonges auf.

## Liste der Immobilien
| Bezeichnung     | Beschreibung           | Standort              | Kennzeichnung | Schutzstatus | Datum | Bild           |
| --------------- | ---------------------- | --------------------- | ------------- | ------------ | ----- | -------------- |
| Kirche St-Brice | ab dem 12. Jahrhundert | Rue du 29 Août (Lage) | PA00106520    | Classé       | 1936  | weitere Bilder |

## Liste der Objekte
| Bezeichnung                          | Beschreibung | Standort                      | Kennzeichnung | Schutzstatus | Datum | Bild |
| ------------------------------------ | --- | ----------------------------- | ------------- | ------------ | ----- | ---- |
| Reliquienbüste des heiligen Brictius | Holz, farbig gefasst, Anfang des 16. Jahrhunderts; im Centre départemental d’art sacré in Saint-Mihiel deponiert                  | in der Kirche St-Brice (Lage) | PM55001246    | Classé       | 1998  |      |
| Drei Heiligenskulpturen              | Stein, farbig gefasst, 15. oder 16. Jahrhundert                                                                                   | in der Kirche St-Brice (Lage) | PM55001766    | Inscrit      | 1992  |      |
| Skulpturengruppe Christi Geburt      | mit Stifterfigur; Stein, farbig gefasst, Ende des 15. Jahrhunderts; im Centre départemental d’art sacré in Saint-Mihiel deponiert | in der Kirche St-Brice (Lage) | PM55000200    | Classé       | 1933  |      |